# Амалия Колева
Амалия Колева е многократна световна и европейска шампионка по таекуон-до ITF и бронзова медалистка от Световно първенство по кик бокс. Състезател е на ABC Fight Club – София, в който главен инструктор и треньор е Красимир Гергинов (VIII дан таекуон-до ITF). 
Треньор по таекуон-до в 29 ДКЦ, ж.к. "Гоце Делчев", София. От 2019 г. – помощник-треньор в националния отбор по таекуон-до.

## Биография и дейност
```
Амалия Колева е родена в София, на 1 септември 1980 г. Тренира таекуон-до от 1994 г.
[
1
]
 Активната и състезателна дейност с участия на световни и европейски първенства започва през 2001 г. на Европейското първенство в Испания, където печели два бронзови медала в отборната надпревара заедно с тогавашния български национален отбор жени. Защитава IV дан в таекуон-до през 2007 г. пред корейския майстор 
Ким Унг Чол
, един от основателите на таекуон-до в България. Тя е една от двете жени в България, носители на майсторската степен IV дан
[
2
]
. Многократна републиканска и балканска шампионка по таекуон-до и кик бокс. Носителка е на десетки медали и отличия от престижни международни турнири, включително по 
сават
, 
муай-тай
[
3
]
. Многократна носителка на приза за таекуондист на годината на Българската федерация по таекуон-до ITF индивидуално или заедно с останалите си съотборнички от националния отбор жени, с които печелят отборни титли на световни и европейски първенства 
[
4
]
.
```

Инструктор и треньор по таекуон-до. Към 2022 г. води тренировки в спортна зала в 29 ДКЦ в ж.к. "Гоце Делчев" в София. . В периода 2001 - 2020 г. води тренировки по таекуондо в Спортна зала „Триадица“  в кв. „Гоце Делчев“.

## Интересни факти в спорта
Амалия Колева се състезава в национални отбори на България по четири вида спорт: таекуон-до, кикбокс, хокей на лед – жени , савате. 
Участвала е в професионални срещи по кик бокс и муай тай.

### Таекуон-до
Амалия Колева е член на женския български национален отбор по таекуон-до ITF от 2001 г. Всяка година от 2001 г. до 2018 г. участва на световно или европейско първенство по таекуондо ITF, и всяка година печели поне два медала в индивидуалната или отборната надпревара, в петте състезателни дисциплини: форми, спаринг, специална техника, силов тест, самоотбрана. Републиканска шампионка по таекуондо от 2000 г. до 2018 г.

### Кик бокс
Амалия Колева е носителка на два бронзови медала от Световното първенство по кик бокс WAKO в Анталия, Турция, през 2013 г. в дисциплините кик лайт и лайт контакт, категория до 55 кг. . Тя е и неколкократна държавна шампионка по кикбокс .

### Хокей на лед
Амалия Колева се занимава с хокей на лед от около 2010 г. Тренирала е в „Славия“. Член е на националния отбор по хокей на лед – жени от самото начало на неговото създаване – 2010 г., с който се състезават на световни квалификации . През 2011 г. отборът постига най-голямата победа в историята на женския хокей: трето място в световната квалификация, пета дивизия .

## Спортни успехи

### Европейско първенство по таекуон-до, Римини, 2019 г.
- Европейска шампионка силов тест отборно

### Европейско първенство по таекуон-до, Талин, 2018 г.
- Европейска шампионка силов тест индивидуално
- Европейска шампионка силов тест отборно
- Сребърен медал спаринг индивидуално
- Бронзов медал спаринг отборно

### Международен професионален кикбокс турнир Girl Power 4, Варна, октомври 2017 г.
- Загуба на полуфинал срещу Pernille Schjonning (Дания)
- Победа на четвъртфинал срещу Ashley Gilson (Белгия)

### Световно първенство по таекуондо, Пхенян, 2017 г.
- Бронзов медал спаринг отборно

### Европейско първенство по таекуондо, Ливърпул, 2017 г.
- Бронзов медал спаринг индивидуално
- Сребърен медал силов тест индивидуално
- Сребърен медал силов тест отборно

### Европейско първенство по таекуондо, Солун, 2016 г.
- Европейска шампионка силов тест индивидуално
- Сребърен медал спаринг отборно

### 19-о световно първенство по таекуондо, Пловдив, 2015 г.
- Световна шампионка силов тест
- Бронзов медал спаринг категория до 57 кг

### Европейско първенство по таекуондо, Беларус, 2014 г.
- Европейска шампионка спаринг до 57 кг
- Европейска шампионка силов тест
- Сребърен медал отборно, силов тест, жени
- Сребърен медал отборно спаринг, жени

### Световно първенство кикбокс, кик лайт, WAKO, Турция, 2013 г.
- Бронзов медал спаринг (до 55 кг.)

### Световно първенство кикбокс, лайт контакт, WAKO, Турция, 2013 г.
- Бронзов медал спаринг (до 55 кг.)

### 18-о световно първенство по таекуондо, София, 2013 г.
- Световна шампионка отборно спаринг, жени
- Сребърен медал спаринг до 57 кг
- Бронзов медал отборно силов тест, жени
- Бронзов медал отборно форма, жени

### Европейско първенство по таекуондо, Словения, 2013 г.
- Европейска шампионка спаринг до 57 кг
- Европейска шампионка отборно спаринг, жени
- Сребърен медал силов тест, жени

### Европейско първенство по таекуондо, София, 2012 г.
- Европейска шампионка силов тест
- Европейска шампионка отборно спаринг, жени
- Сребърен медал спаринг категория до 57 кг

### 17-о световно първенство по таекуондо, КНДР 2011 г.
- Световна шампионка отборно специална техника, жени
- Сребърен медал спаринг до 57 кг

### Европейско първенство по таекуондо, Естония, 2011 г.
- Европейска шампионка отборно силов тест, жени
- Сребърен медал спаринг категория до 57 кг
- Сребърен медал силов тест
- Бронзов медал отборно спаринг, жени

### Европейско първенство по таекуондо, Италия, 2010 г.
- Европейска шампионка силов тест
- Европейска шампионка отборно спаринг, жени
- Бронзов медал спаринг жени 57 кг
- Бронзов медал самозащита
- Бронзов медал отборно специална техника, жени

### 16-о световно първенство по таекуондо, Русия, 2009 г.
- Световна шампионка спаринг категория до 57 кг
- Бронзов медал отборно специална техника, жени

### Европейско първенство по таекуондо, Словения, 2009 г.
- Европейска шампионка спаринг категория до 57 кг
- Сребърен медал силов тест
- Сребърен медал самозащита
- Сребърен медал форма IV дан
- Европейска шампионка отборно спаринг, жени
- Сребърен медал силов тест, отборно, жени
- Сребърен медал специална техника, отборно, жени
- Бронзов медал отборно форма, жени

### Европейско първенство по таекуондо, Хърватия, 2008 г.
- Европейска шампионка силов тест
- Сребърен медал форма IV дан
- Бронзов медал спаринг категория до 57 кг
- Сребърен медал силов тест
- Сребърен медал специална техника
- Бронзов медал отборно спаринг, жени
- Бронзов медал отборно форма, жени

### Европейско първенство по таекуондо, Естония, 2007 г.
- Сребърен медал самозащита жени
- Сребърен медал силов тест
- Европейска шампионка отборно спаринг, жени

### 15-о световно първенство по таекуондо, Словения, 2007 г.
- Бронзов медал отборно форма, жени
- Бронзов медал спаринг категория до 57 кг
- Сребърен медал отборно спаринг, жени

### Европейско първенство по таекуондо, Гърция, 2006 г.
- Сребърен медал спаринг категория до 57 кг
- Бронзов медал форма IV дан
- Европейска шампионка отборно силов тест, жени
- Бронзов медал отборно форма, жени

### 2-ри международни игри по бойни изкуства, КНДР, 2006 г.
- Златен медал спаринг жени 57 кг
- Сребърен медал форма IV дан, жени
- Сребърен медал отборно спаринг, жени

### Европейско първенство по таекуондо, Ирландия 2005 г.
- Сребърен медал спаринг категория до 58 кг
- Сребърен медал форма IV дан
- Бронзов медал специална техника
- Бронзов медал силов тест
- Бронзов медал отборно спаринг, жени
- Бронзов медал отборно силов тест, жени

### Европейско първенство по таекуондо, София, 2004 г.
- Европейска шампионка форма IV дан
- Сребърен медал спаринг, категория до 58 кг
- Сребърен медал специална техника
- Сребърен медал отборно форма, жени
- Бронзов медал отборно силов тест, жени
- Бронзов медал отборно спаринг, жени
- Бронзов медал отборно специална техника, жени

### 14-о световно първенство по таекуондо, Гърция, 2003 г.
- Сребърен медал спаринг, категория 58 кг
- Бронзов медал отборно спаринг, жени
- Бронзов медал отборно силов тест, жени

### Европейско първенство по таекуондо, Словакия, 2003 г.
- Сребърен медал спаринг категория до 58 кг
- Бронзов медал специална техника
- Сребърен медал отборно форма, жени
- Бронзов медал отборно силов тест, жени
- Бронзов медал отборно спаринг, жени
- Бронзов медал отборно специална техника, жени

### Европейско първенство по таекуондо, Чехия, 2002 г.
- Бронзов медал отборно спаринг, жени
- Бронзов медал отборно форма, жени

### Европейско първенство по таекуондо, Испания, 2001 г.
- Бронзов медал отборно спаринг, жени
- Бронзов медал отборно силов тест, жени